# گولسه بیرسل
گولسه بیرسل (ترکی استانبولی: Gülse Birsel؛ زادهٔ ۱۱ مارس ۱۹۷۱) هنرپیشه، تهیه‌کننده اهل ترکیه است. او تهیه‌کننده مجموعه تلویزیونی یالان دنیا بوده‌است. او همچنان بازیگر بوده و در سریال از ما بهترون به خوبی دیده شده